# Sunny (filme de 1941)
Sunny é um filme estadunidense de 1941, do gênero comédia romântico-musical, dirigido por Herbert Wilcox.